# Municipio de Lexington (Minnesota)
El municipio de Lexington (en inglés: Lexington Township) es un municipio ubicado en el condado de Le Sueur en el estado estadounidense de Minnesota. En el año 2010 tenía una población de 707 habitantes y una densidad poblacional de 7,85 personas por km².

## Geografía
El municipio de Lexington se encuentra ubicado en las coordenadas 44°25′5″N 93°42′2″O / 44.41806, -93.70056. Según la Oficina del Censo de los Estados Unidos, el municipio tiene una superficie total de 90.07 km², de la cual 88,35 km² corresponden a tierra firme y (1,91 %) 1,72 km² es agua.

## Demografía
Según el censo de 2010, había 707 personas residiendo en el municipio de Lexington. La densidad de población era de 7,85 hab./km². De los 707 habitantes, el municipio de Lexington estaba compuesto por el 97,88 % blancos, el 0,14 % eran afroamericanos, el 0,28 % eran asiáticos, el 0,14 % eran isleños del Pacífico, el 1,13 % eran de otras razas y el 0,42 % eran de una mezcla de razas. Del total de la población el 1,41 % eran hispanos o latinos de cualquier raza.